# Världsmästerskapet i bandy för damer 2023
Världsmästerskapet i bandy för damer 2023 arrangerades i Eriksson Arena i Åby utanför Växjö i Småland. 
Världsmästerskapet blev historiskt i flera avseenden:
- För första gången hölls det ett år efter föregående VM (och inte två som gällt dittills)
- För första gången hölls det samtidigt med Världsmästerskapet i bandy för herrar
- Norge deltog inte
- Finland gick till VM-final för första gången någonsin
- USA tog medalj för första gången

Det var det tolfte världsmästerskapet i bandy för damlandslag och det andra som genomfördes inomhus, det första spelades i samma arena året före.

## Deltagande länder
Ryssland inbjöds inte, eftersom landet är uteslutet från internationellt spel så länge det rysk-ukrainska kriget pågår. Norge bjöds in, men tackade nej då man inte avsatt pengar för den kostnaden.
Länder som deltog:
- Sverige
- Finland
- USA
- Nederländerna
- Schweiz
- Ukraina

## Resultat
Mästerskabet vanns av värdlandet Sverige, som gick obesegrade genom turneringen och därmed vann titlen för femte gången i rad och elfte gången totalt. 
I finalen vann svenskorna över Finland med 15-0.
USA vann bronsmatchen mot Nederländerna med 4-0.